# 1158 Luda
Luda (asteróide 1158) é um asteróide da cintura principal com um diâmetro de 19,06 quilómetros, a 2,2777362 UA. Possui uma excentricidade de 0,112027 e um período orbital de 1 500,54 dias (4,11 anos).
Luda tem uma velocidade orbital média de 18,59691614 km/s e uma inclinação de 14,83542º.
Esse asteróide foi descoberto em 31 de Agosto de 1929 por Grigory Neujmin.